# Cardiocondyla monardi
Cardiocondyla monardi är en myrart som beskrevs av Santschi 1930. Cardiocondyla monardi ingår i släktet Cardiocondyla och familjen myror. Inga underarter finns listade.